# Enkor
Enkor (En ruso: Энкор) fue una aerolínea chárter rusa que estaba basada en la ciudad de Cheliábinsk, al sur de Rusia. Operaba únicamente vuelos chárter a destinos predeterminados. La base de operaciones de la aerolínea era el Aeropuerto de Cheliábinsk, en Cheliábinsk, en esta misma ciudad se encontraban las oficinas centrales de la aerolínea. Tras el cese de sus operaciones de transporte en 2004, los hangares y mecánicos de la aerolínea siguen prestando servicio a otros aviones en los aeropuertos de Cheliábinsk y Ulan-Ude, por lo que, legalmente, Enkor aún es una compañía vigente en Rusia.

## Historia
La aerolínea se fundó el 18 de noviembre de 1997 y empezó a operar en febrero de 1998. Inicialmente su flota constaba de 3 Tupolev Tu-134A, 1 Tupolev Tu-154B2 y 6 Tupolev Tu-154M, a los que posteriormente se les sumaron 2 Yakovlev Yak-42. En 2003 la aerolínea firmó un tratado de fusión con S7 Airlines, dicho tratado se hizo efectiva a mediados de 2004, cuando toda la flota de la aerolínea paso a manos de S7 Airlines, quedando la compañía Enkor como la propietaria de los talleres en los aeropuertos de Cheliábinsk y Ulan-Ude.

## Destinos
Rusia

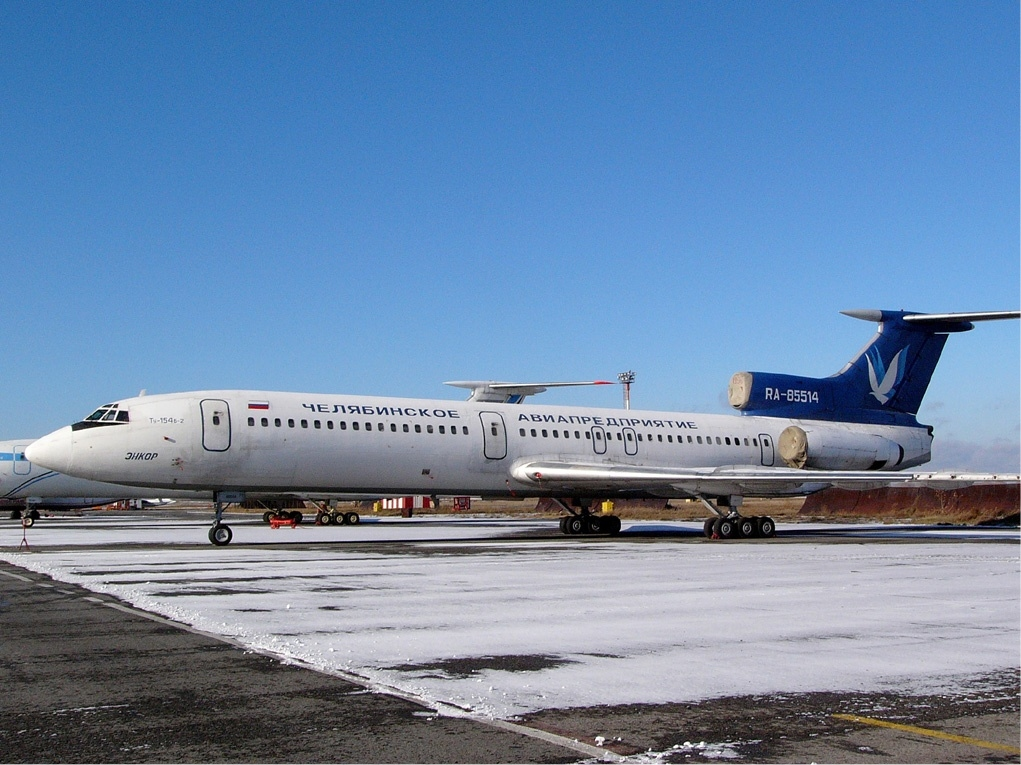
Tupolev Tu-154B2 de la compañía en Novosibirsk

- Cheliábinsk-Aeropuerto de Cheliábinsk

- Mirniy-Aeropuerto de Mirniy

- Novosibirsk-Aeropuerto Internacional de Novosibirsk-Tolmachevo

- Sochi-Aeropuerto Internacional de Sochi-Alder

- San Petersburgo-Aeropuerto de Pulkovo

 Armenia
- Ereván-Aeropuerto Internacional de Zvartnots

 Azerbaiyán
- Bakú-Aeropuerto Internacional Heydar Aliyev

 Kazajistán
- Almaty-Aeropuerto Internacional de Almatý

- Öskemen-Aeropuerto de Öskemen

 Kirguistán
- Biskek-Aeropuerto Internacional de Manas

 Tayikistán
- Dusambé-Aeropuerto de Dusambé

- Khodjent-Aeropuerto de Khodjent